# Bundesstraße 96a

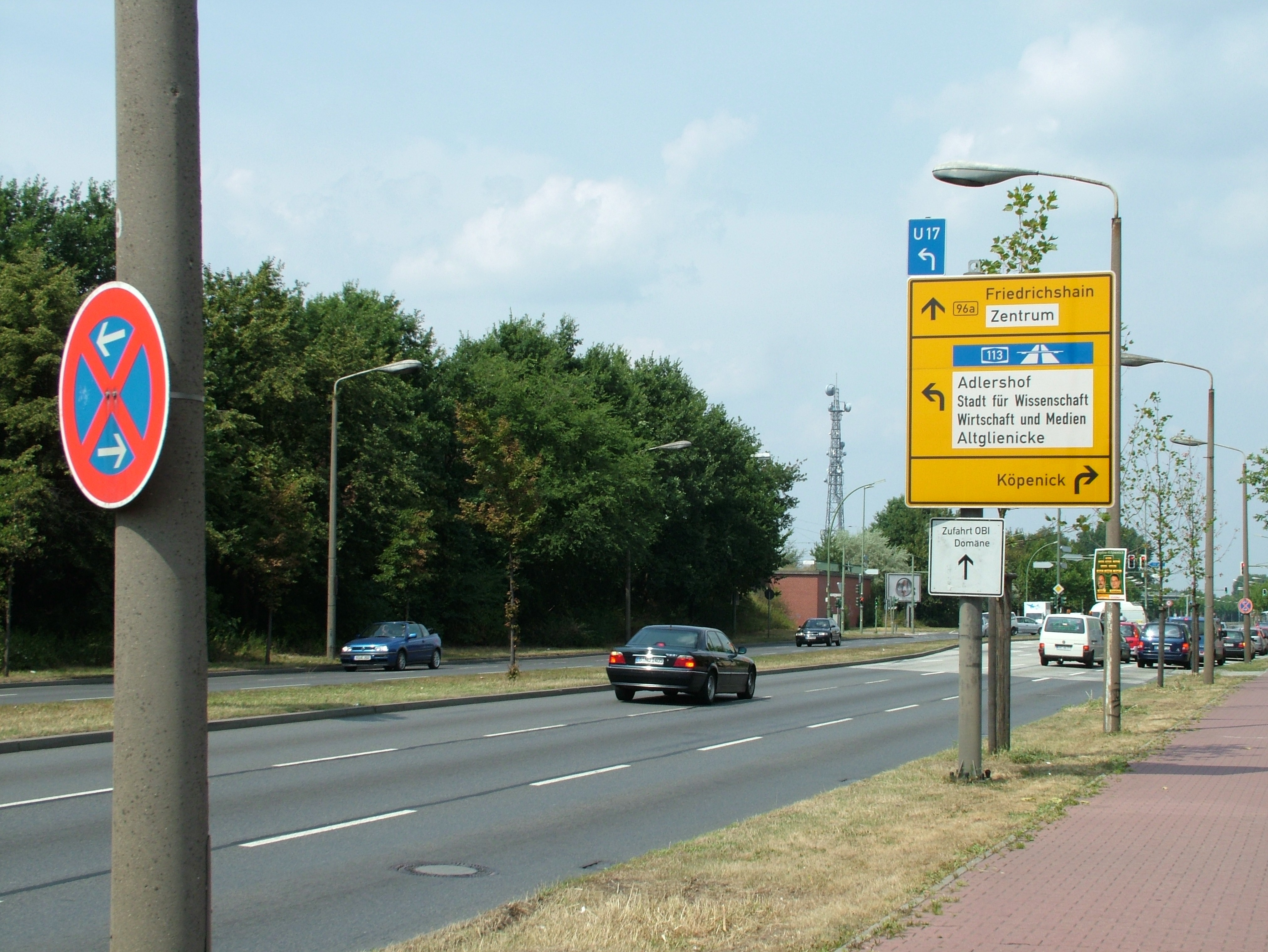
B 96a in Berlin

Die Bundesstraße 96a (Abkürzung: B 96a) ist eine Bundesstraße in Deutschland. Sie beginnt in Mahlow südlich von Berlin an der B 96 und endet nördlich von Berlin in Birkenwerder wiederum an der B 96. Sie ersetzte in der DDR die durch West-Berlin verlaufende Trasse der heutigen B 96. In der DDR trug sie den Namen F 96 und erhielt nach der deutschen Wiedervereinigung den Namen B 96a.
Die B 96 führt von Süden kommend bei Mahlow nach Norden in Richtung Stadtmitte Berlins auf ehemals West-Berliner Gebiet. Daher wurde in der DDR eine neue Trasse ausgewiesen, die bei Mahlow beginnend nach Osten in Richtung Schönefeld abbiegt, von dort über das Adlergestell im ehemaligen Ost-Berliner Bezirk Treptow führt und auf der Elsenbrücke die Spree überquert. Im ehemaligen Bezirk Friedrichshain verläuft die Trasse über die Stralauer Allee, die Warschauer Straße und die heutige Petersburger Straße, im ehemaligen Bezirk Prenzlauer Berg über die heutige Danziger Straße und dann nach Norden über die Schönhauser Allee. Durch den Bezirk Pankow führt sie bis nach Birkenwerder, wo sie dann wieder auf die Trasse der B 96 trifft.
Bis zum Bau der Brücke über den Berliner Eisenbahnaußenring zwei Kilometer westlich von Waßmannsdorf in den 1980er Jahren begann die heutige B 96a nicht in Mahlow, sondern im Ortsteil Glasow, führte über Selchow nach Waßmannsdorf und von dort aus – seit Anfang der 1990er Jahre vierstreifig – zum Flughafen in Schönefeld.
Mit dem Ausbau des Flughafens Berlin-Schönefeld zum internationalen Luftdrehkreuz BER wurden alte Planungen wieder aufgegriffen und überarbeitet. Im Jahr 2002 wurde das Verbindungsstück von der Nordumfahrung von Mahlow zur Brücke mit dem Berliner Eisenbahnaußenring vierstreifig ausgebaut. Seit 2007 ist die Schnellstraße von dort über Waßmannsdorf nach Schönefeld durchgängig vierstreifig befahrbar.
Der Flughafen Berlin-Schönefeld war schon vorher vierstreifig an Ost-Berlin angebunden. Ab dem Dreieck Treptow an der A 117 verläuft die Strecke dabei als kreuzungsfrei ausgebaute Kraftfahrstraße weiter und mündet an deren Ende in das breit ausgebaute Adlergestell, das in die City von Berlin führt.